# کایل بنت (دوچرخه‌سوار)
کایل بنت (انگلیسی: Kyle Bennett; ۲۵ سپتامبر ۱۹۷۹ – ۱۴ اکتبر ۲۰۱۲) دوچرخه‌سوار اهل ایالات متحده آمریکا بود. وی در بازی‌های المپیک تابستانی ۲۰۰۸ شرکت کرده است.